# Romasis Vaitekūnas
Romasis Vaitekūnas ist ein litauischer Jurist und Politiker, ehemaliger Innenminister.

## Leben
1990 leitete Romasis Vaitekūnas die Miliz von Sowjetlitauen in Šiauliai, von 1991 bis Dezember 1992 als Oberkommissar im Polizeikommissariat Šiauliai. Vom 10. Dezember 1992 bis 1996 war er Innenminister Litauens im Kabinett Lubys und im Kabinett Šleževičius (in den LDDP-Regierungen). Danach arbeitete er bis 2011 als stellvertretender Vorstandsvorsitzender der Bank AB "Snoras" und war als Direktor einer Abteilung für die Prävention der Geldwäsche und Sicherheit zuständig.